# Yes, Virginia, there is a Santa Claus

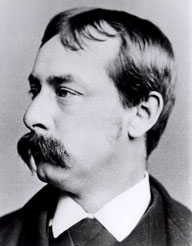
Francis Pharcellus Church

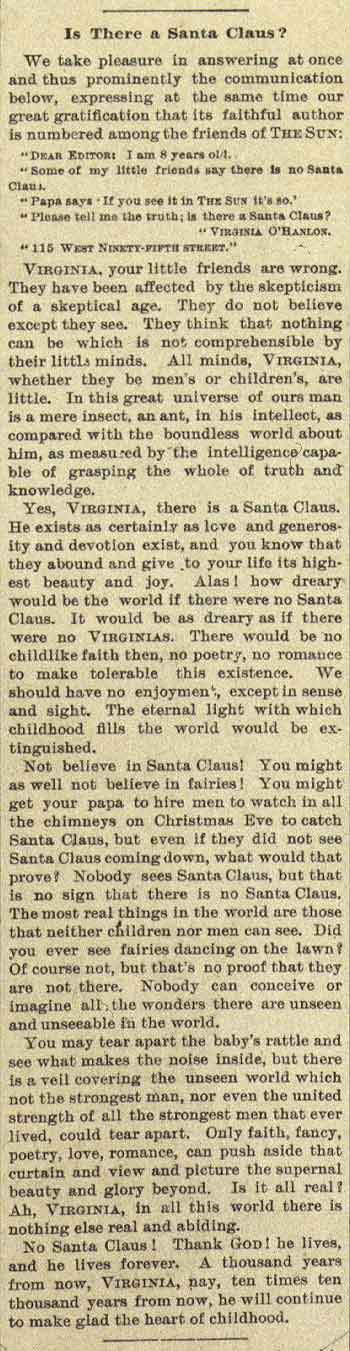
Article originel dans le The New York Sun

« Is There a Santa Claus? » (« Y a-t-il un Père Noël ? ») fut le titre d'un article de la page rédaction du New York Sun du 21 septembre 1897. Celui-ci est devenu partie des traditions de Noël aux États-Unis de par sa célèbre réplique « Yes, Virginia, there is a Santa Claus » (« Oui, Virginia, il y a un Père Noël »).

## Histoire
En 1897, la fille du médecin Philip O'Hanlon, un assistant au coroner du Upper West Side de Manhattan, lui demande si le Père Noël existe. Elle s'appelle Virginia et est alors âgée de huit ans. Elle commence à douter de l'existence du Père Noël parce que des enfants à l'école lui avaient dit qu'il n'existait pas.
Son père lui dit d'écrire au New York Sun, alors un journal new-yorkais influent, lui assurant que le journal dirait la vérité. En essayant peut-être de reporter la responsabilité de la réponse sur quelqu'un d'autre, il donne une chance à l'un des journalistes, Francis Pharcellus Church, de dépasser la simple question et d'aborder les thèmes philosophiques au-delà de cette question.
Church fut correspondant de guerre pendant la guerre de Sécession, une époque qui vit beaucoup de souffrance et un manque d'espoir et de foi en la société. Bien que sa réponse à Virginia fut mise en septième place sur la page rédaction, elle toucha beaucoup de monde, et plus de cent ans après sa publication elle reste l'éditorial le plus publié de tout journal en langue anglaise.
The History Channel dira en 2001 que Virginia a donné la lettre originelle à sa petite-fille, qui l'a mise dans un album. On craignit sa perte pendant un incendie, mais trente ans plus tard, on l'a retrouvée intacte.
Certains se sont demandé si Virginia avait bien écrit la lettre, exprimant des doutes sur le fait qu'une fille de huit ans aurait appelé ses amis « my little friends » (« mes petits amis »). Toutefois, la copie originelle fut trouvée et authentifiée sur Antiques Roadshow en 1998, sa valeur estimée à environ 50 000 dollars américains.
L'histoire de la lettre de Virginia et la réponse de Church fut adaptée en émission animée télévisée en 1974, qui gagna un Emmy Award. L'émission a été réalisée par Bill Melendez (mieux connu pour son travail pour Peanuts), avec les voix de Jim Backus et Jimmy Osmond.
Chaque année la lettre de Virginia et la réponse de Church sont lus dans une cérémonie à l'université Columbia, l'alma mater de Church.

## Virginia
Laura Virginia O'Hanlon Douglas est née le 20 juillet 1889 à Manhattan. Elle épouse Edward Douglas et est listée comme divorcée dans le recensement américain de 1930. Son mariage à Douglas fut court et finit avec l'abandon par son mari peu avant la naissance de leur fille, aussi prénommée Laura. Elle finit un baccalauréat en arts à Hunter College en 1910, un magistère en enseignement de Columbia en 1912, et un doctorat de Fordham. Elle fut enseignante à New York de 1912 à 1935, où elle devint directrice d'une école jusqu'à sa retraite en 1959. Elle meurt le 13 mai 1971 dans une maison de retraite de Valatie. Virginia O'Hanlon reçut des lettres toute sa vie concernant cet éditorial. Elle aurait inclus une copie de celui-ci dans chacune de ses réponses.

### Sources
- (en) American National Biography ; Virginia O'Hanlon ; volume 16 ; 1999 ; pages 645-646
- (en) Thomas Vinciguerra ; Yes, Virginia, A Thousand Times Yes ; The Week in Review ; The New York Times ; 21 septembre 2007

- (en) Cet article est partiellement ou en totalité issu de l’article de Wikipédia en anglais intitulé « Yes, Virginia, there is a Santa Claus » (voir la liste des auteurs).